# Poul F. Kjær
Poul F. Kjær (født 1974) er en dansk professor på Institut for Ledelse, Politik og Filosofi ved Copenhagen Business School, der forsker i Europæisk integration, globalisering og global ret.
Kjær er cand. scient. pol. (politolog) fra Aarhus Universitet, har en mastergrad og en ph.d i retsvidenskab fra Det Europæiske Universitetsinstitut i Firenze og en doktorgrad i sociologi fra Goethe Universitetet i Frankfurt am Main.
Han har været gæsteforsker ved blandt andet Harvard University og Institut d'études avancées de Paris.
Kjær er modtager af Forskningslegater fra Carlsbergfondet  og Det Europæiske Forskningsråd .
Han er en ofte benyttet kommentator i danske og internationale medier blandt andet om temaer som covid-19 pandemien og om Europæiske og globale forhold mere generelt.
I 2023 modtog han EliteForsk-prisen.